# Gerardo Antonazzo

Bischofswappen von Gerardo Antonazzo

Gerardo Antonazzo (* 20. Mai 1956 in Supersano, Italien) ist ein italienischer Geistlicher und römisch-katholischer Bischof von Sora-Cassino-Aquino-Pontecorvo.

## Leben
Der Bischof von Ugento-Santa Maria di Leuca, Mario Miglietta, spendete ihm am 12. September 1981 die Priesterweihe.
Papst Benedikt XVI. ernannte ihn am 22. Januar 2013 zum Bischof von Sora-Aquino-Pontecorvo. Der Sekretär für die Beziehungen mit den Staaten, Dominique François Joseph Mamberti, spendete ihm am 8. April desselben Jahres die Bischofsweihe; Mitkonsekratoren waren Adriano Bernardini, Apostolischer Nuntius in Italien und San Marino, und Vito Angiuli, Bischof von Ugento-Santa Maria di Leuca.